# Casa de la Vall

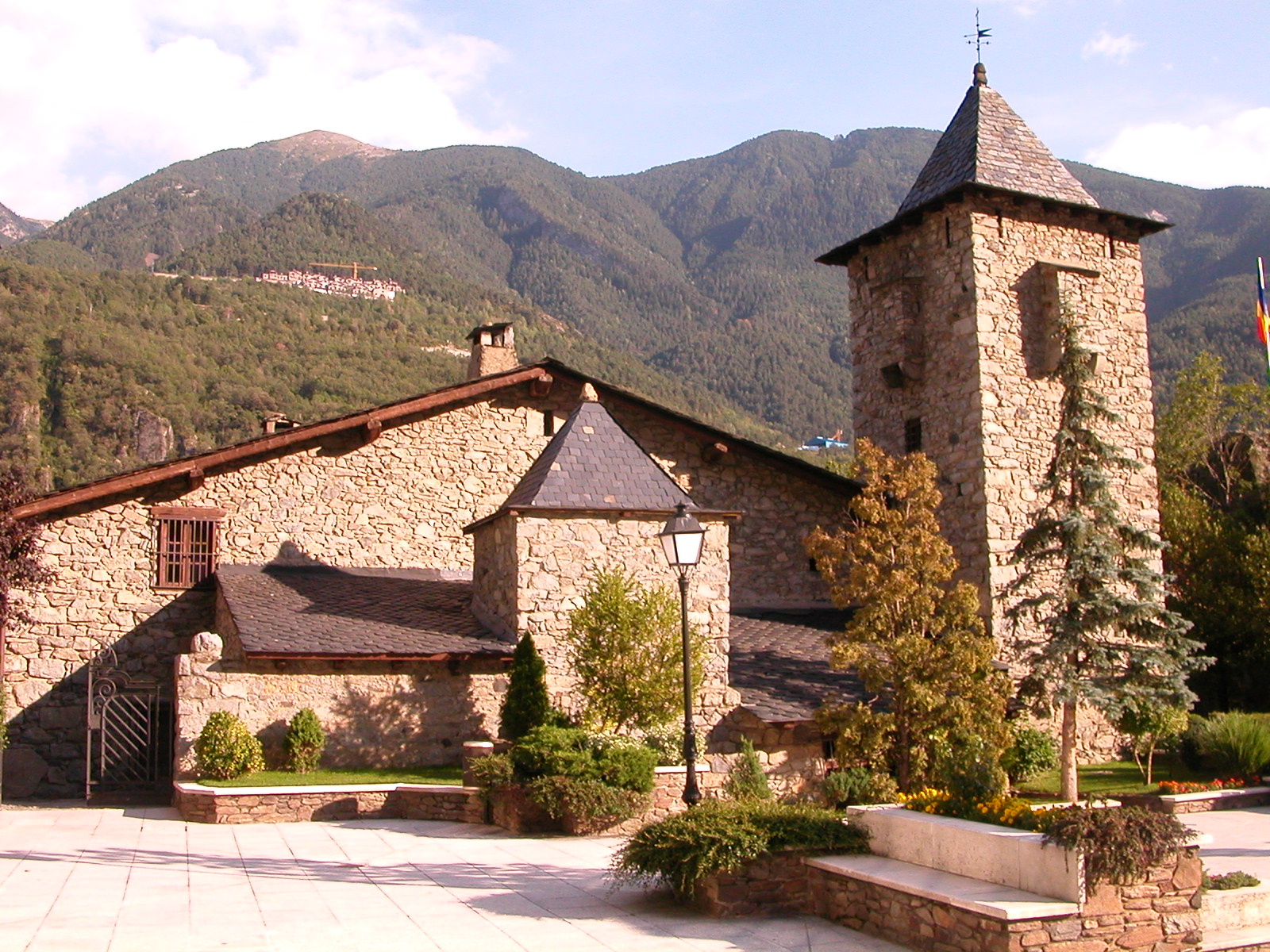
Casa de la Vall

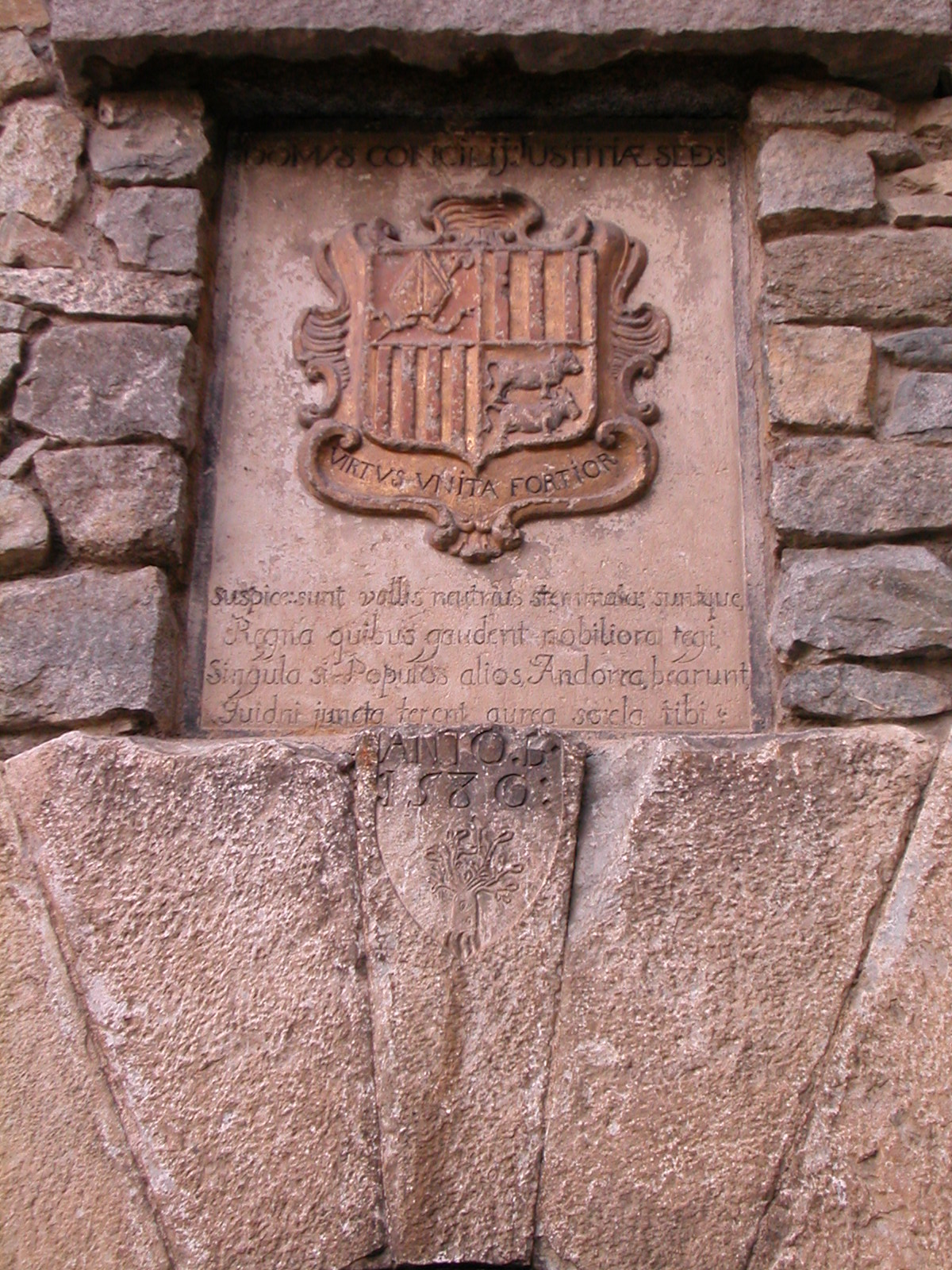
Wappen Andorras

Die Casa de la Vall in Andorra la Vella, wörtlich übersetzt Haus des Tales, ist der Sitz des andorranischen Parlaments, des Consell General de les Valls. Das Gebäude wurde 1580 als Patrizierhaus mit Verteidigungsturm der Familie Busquets erbaut und 1702 vom Vorläufer des Generalrats, dem Consell de la Terra, gekauft.
Das zweistöckige Bauwerk aus unverputzten Bruchsteinen beherbergt an zwei Außenecken alte Taubenschläge in Form von Türmchen. Im Garten vor dem Haus befindet sich die Skulptur Der Tanz von Francesc Viladomat. Auf dem Platz an der Nordseite des Gebäudes steht das Denkmal von Emili Armengol zur Unabhängigkeit Andorras 1993 und Inkraftsetzung der Verfassung.
Im Erdgeschoss befindet sich die Justizverwaltung mit dem Berufungs- und Schwurgericht. In der ersten Etage befinden sich der Sitzungssaal des Generalrats, die Kapelle Sant Ermengol und der Schrank der sieben Schlüssel, welcher als Archiv für historische Dokumente Andorras, wie etwa der Manual Digest und der Politar Andorrà, dient und mit den Schlüsseln der Vertreter aller sieben Pfarrgemeinden versperrt bzw. geöffnet werden muss. Ebenfalls im zweiten Stockwerk befindet sich eine altertümliche Küche, da die Generalräte früher bis zur Beschlussfindung im Haus verbleiben mussten.
Am Haupttor sind das Wappen der Familie Busquets sowie das Nationalwappen Andorras zu sehen.
Seit 2014 ziert das Parlament die 1-Euro-Münze Andorras.